# Filiași
Filiasi là một thị xã thuộc hạt Dolj, România. Dân số thời điểm năm 2002 là 18848 người.